# Route nationale inter-états 2
Pour les articles homonymes, voir Route nationale 2.
La route nationale inter-états 2 (RNIE 2) est une route béninoise allant de Cotonou à la frontière nigérienne. Sa longueur est de 729 km.
Elle constitue le corridor des transports entre le Bénin et le Niger, avec un important trafic de poids-lourds qui ravitaillent l'arrière-pays du Bénin, également le Niger, le Burkina Faso et même le nord du Nigeria à partir du port de Cotonou.
Vitale pour l'économie du pays, la RNIE 2 a fait l'objet d'importants travaux de réhabilitation entre 2010 et 2015, financés par l'Union européenne.

## Tracé
- Département du Littoral
  - Cotonou
- Département de l'Atlantique
  - Abomey-Calavi
  - Allada
- Département du Zou
  - Bohicon
- Département des Collines
  - Dassa-Zoumè
  - Glazoué
  - Savè
- Département de Borgou
  - Tchaourou
  - Parakou
  - N'Dali
  - Bembéréké
- Département de l'Alibori
  - Kandi
  - Malanville
- Niger N7

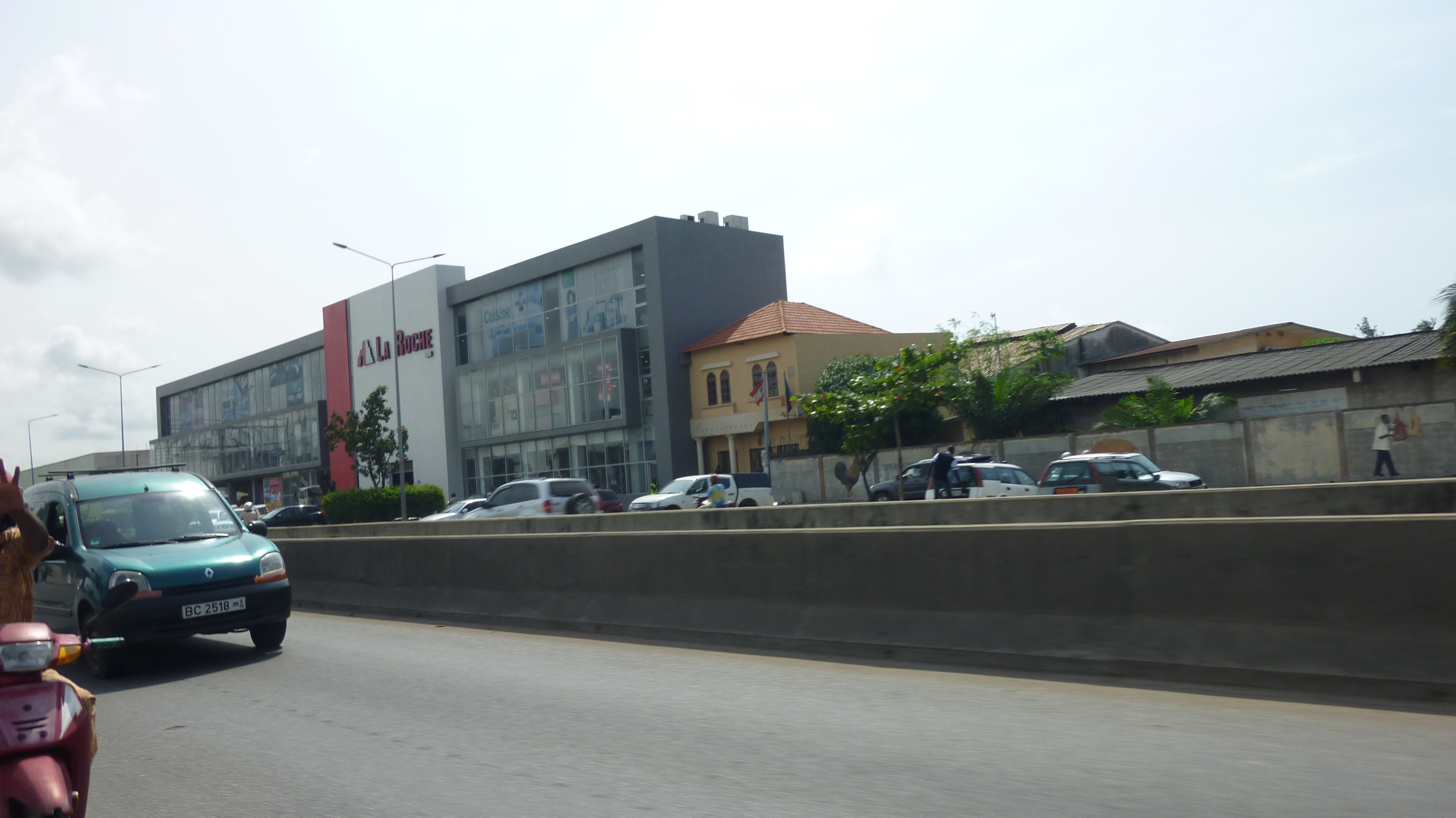
La RNIE 2 à Cotonou.
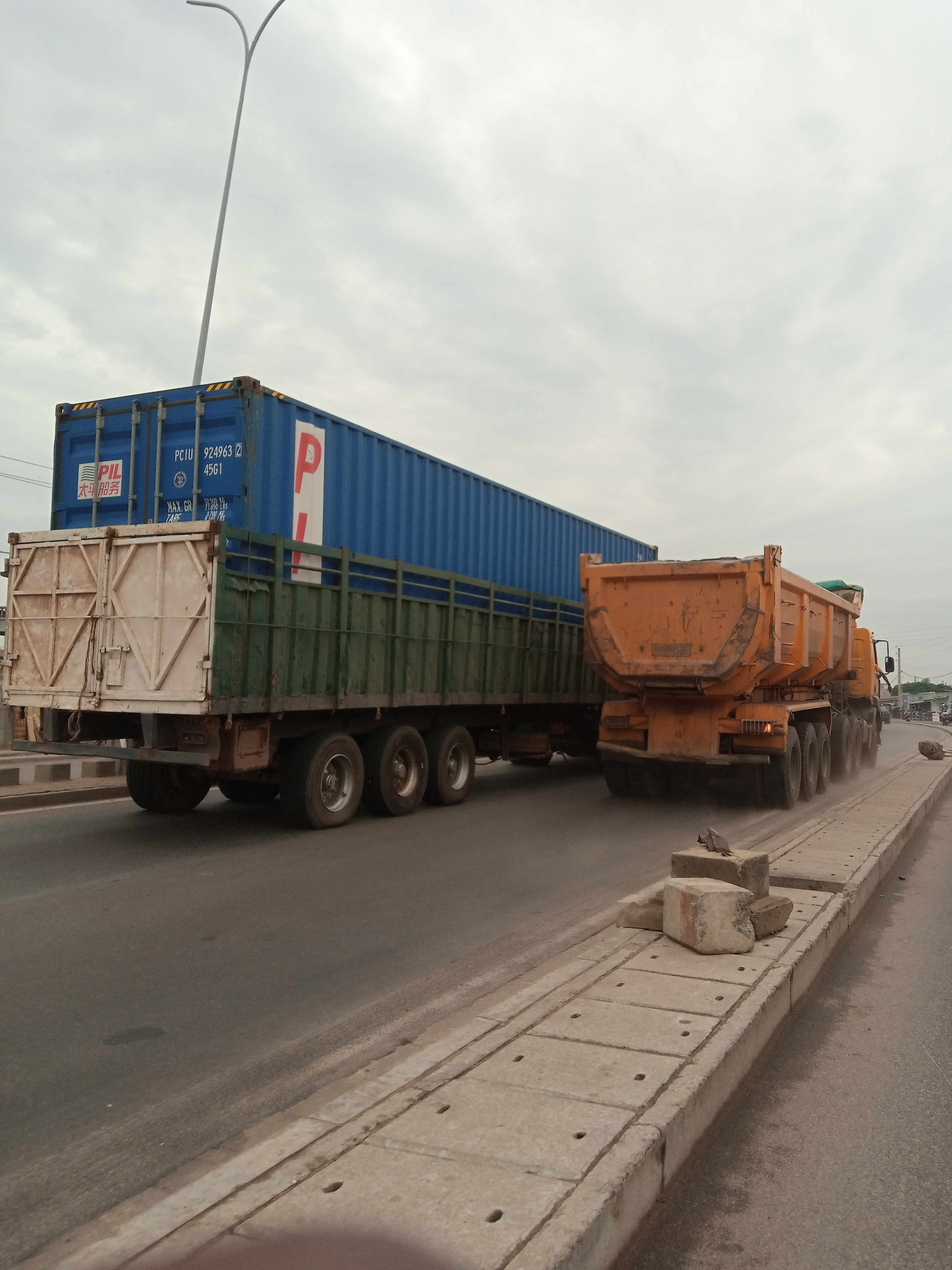
La RNIE 2 entre Cotonou et Abomey-Calavi.
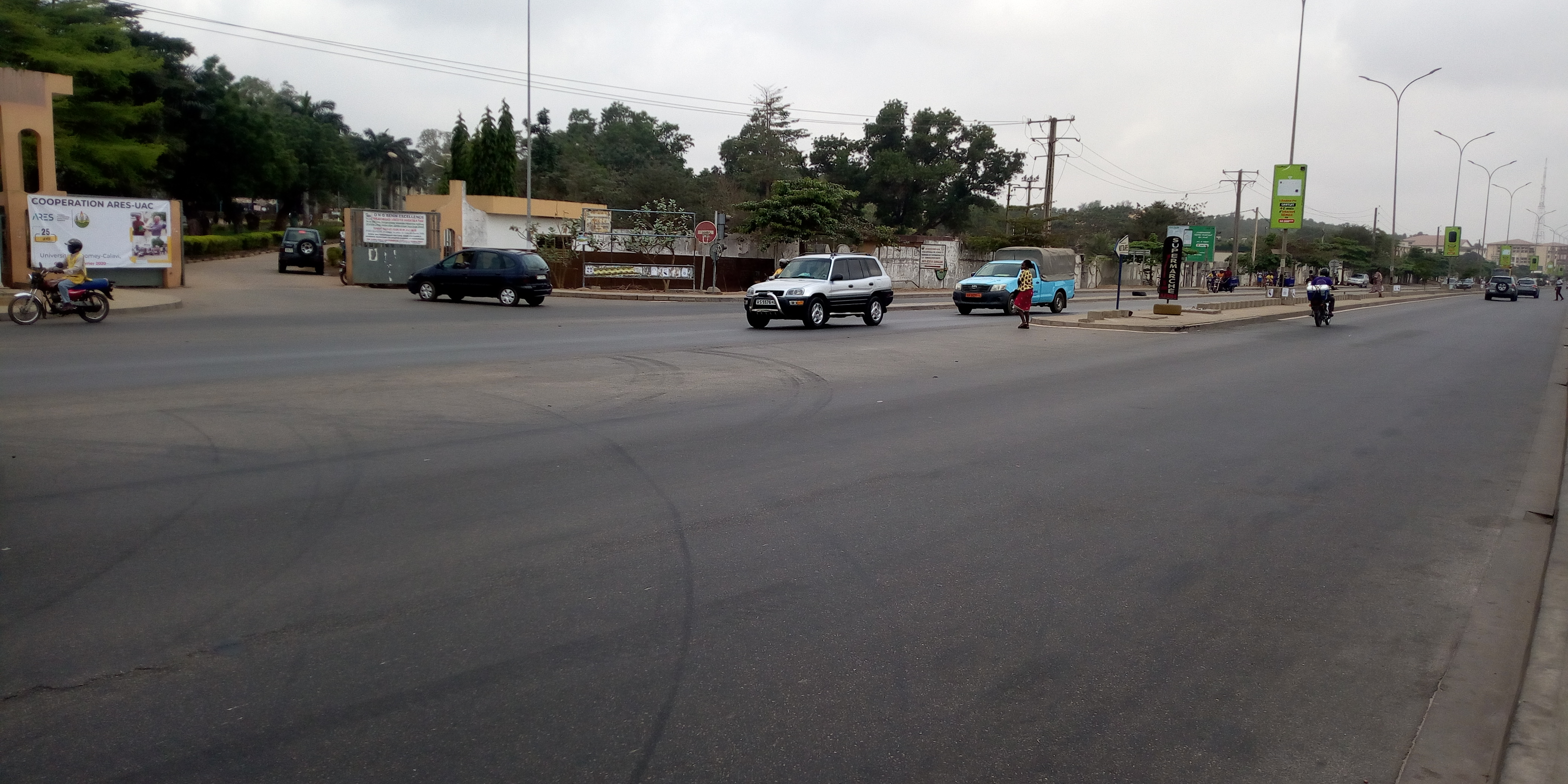
La RNIE 2 à Abomey-Calavi.
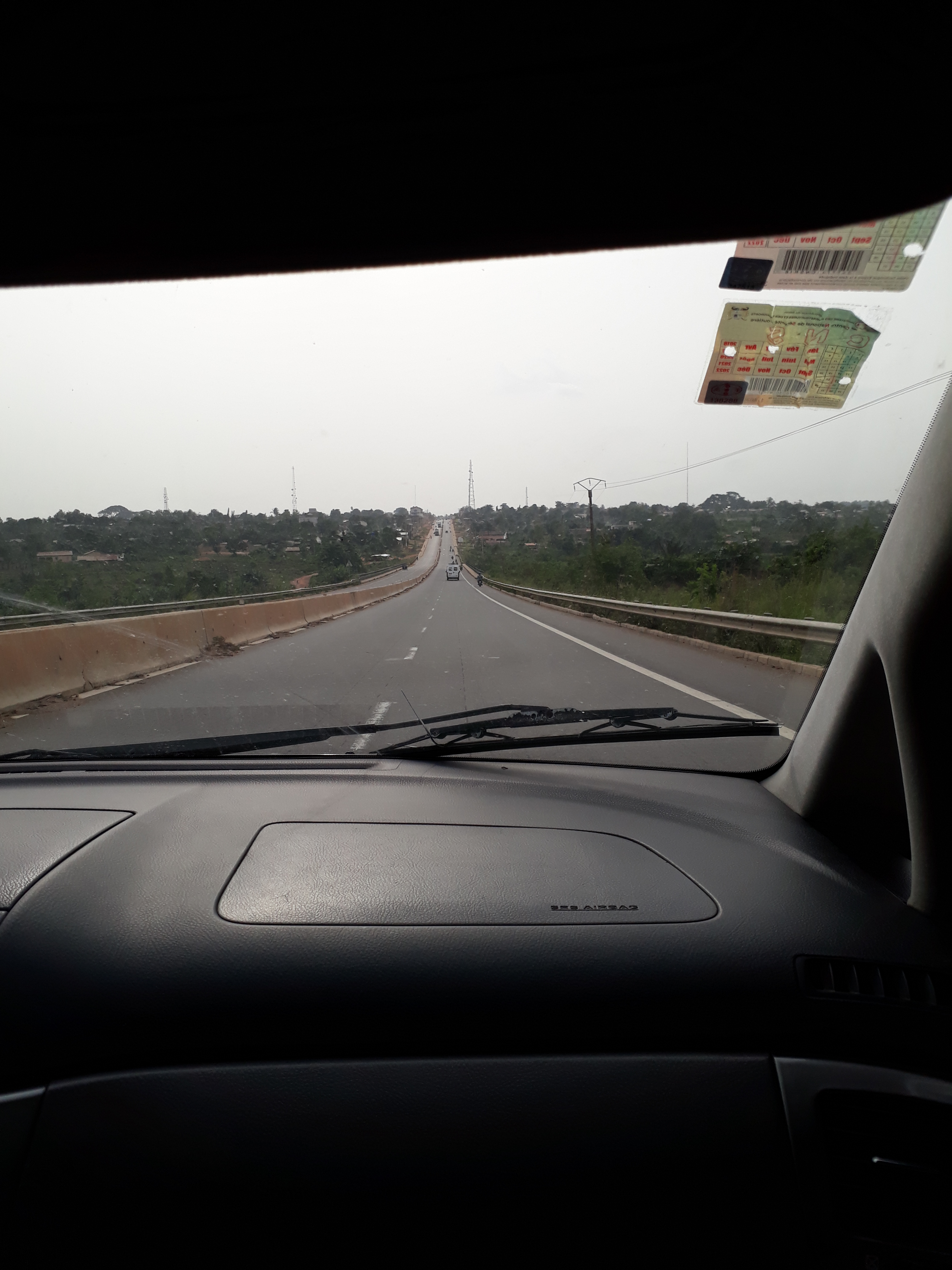
La RNIE 2 entre Cotonou et Bohicon.
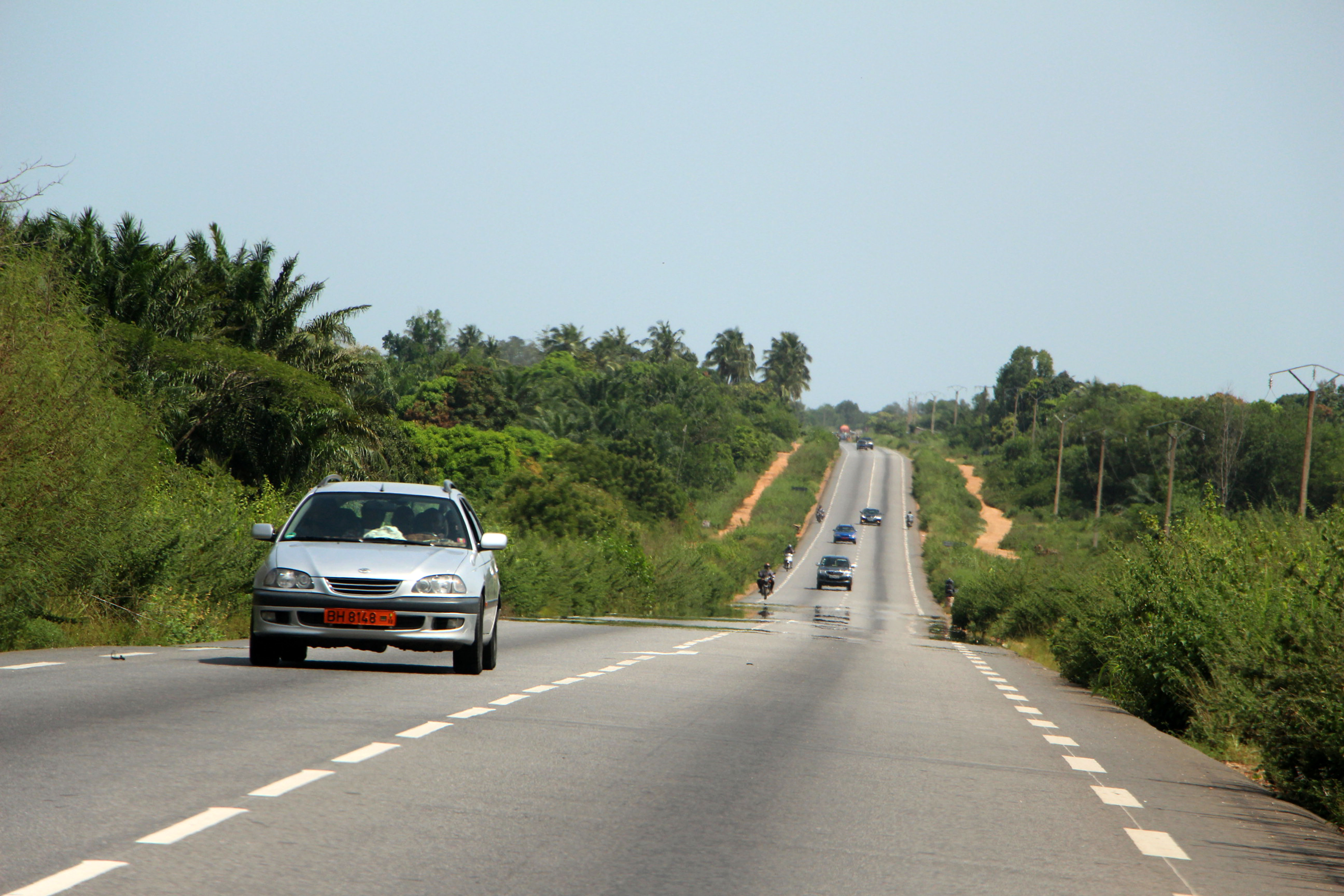
La RNIE 2 à l'entrée de Tchaourou.